# Ray Dolby
Ray Milton Dolby (Portland, 18 gennaio 1933 – San Francisco, 12 settembre 2013) è stato un inventore, ingegnere e fisico statunitense.
A lui si deve l'invenzione dei sistemi di riduzione del rumore, prima, e di audio surround, poi, nel videoregistratore; fu inoltre fondatore e presidente dei Dolby Laboratories, dai quali sono usciti tutti i sistemi per l'audio multicanale utilizzati dal cinema e dalla televisione.

## Biografia
Dolby nacque nell'Oregon nel 1933. Dal 1949 al 1957 lavorò alla Ampex Corp. come responsabile dello sviluppo degli aspetti elettronici dei sistemi di registrazione video. Nel 1957 si laureò in ingegneria all'Università di Stanford e lasciò la Ampex per proseguire gli studi all'Università di Cambridge, in Inghilterra, dove – nel 1961 – si laureò in fisica. Negli anni seguenti iniziò a collaborare con le Nazioni Unite come consulente in India. Nel 1965, rientrato in Gran Bretagna, fondò a Londra i Dolby Laboratories. Nel 1976 si trasferì a San Francisco dove l'azienda aveva già impiantato uffici, laboratori e fabbriche. Ray Dolby ricevette varie onorificenze e premi, tra cui - nel 1979 – un Premio Emmy dalla Academy of Motion Picture Arts and Sciences e – nel 1986 – il titolo di Ufficiale dell'Ordine dell'Impero Britannico. Negli ultimi anni ottenne varie lauree honoris causa, dalle Università di Cambridge e di York. 
Morì nel 2013 all'età di 80 anni per leucemia; da qualche anno era anche affetto dalla malattia di Alzheimer. 

## Vita privata
Visse a San Francisco con la moglie e i suoi due figli, Tom e David. 

## Onorificenze
- 1971 — AES Silver Medal[3]
- 1983 — SMPTE Progress Medal For his contributions to theater sound and his continuing work in noise reduction and quality improvements in audio and video systems and as a prime inventor of the videotape recorder[4]
- 1985 — SMPTE Alexander M. Poniatoff Gold Medal
- 1986 — Ufficiale del Most Excellent Order of the British Empire (OBE)
- 1988 — Eduard-Rhein-Ring della Eduard-Rhein-Stiftung[5]
- 1989 — 61st Academy Awards — Academy Award, Scientific or Technical
- 1989 — Emmy by the National Academy of Television Arts and Sciences (NATAS)
- 1992 — AES Gold Medal[3]
- 1995 — Special Merit/Technical Grammy Award
- 1997 — U.S. National Medal of Technology
- 1997 — IEEE Masaru Ibuka Consumer Electronics Award[6]
- 1999 — laurea honoris causa dalla University of York
- 2000 —  laurea honoris causa in Scienze dalla Cambridge University
- 2003 — Charles F. Jenkins Lifetime Achievement Award by the Academy of Television Arts and Sciences [7]
- 2004 — inserito nella National Inventors Hall of Fame e Consumer Electronics Hall of Fame
- 2010 — Medaglia Edison dell'IEEE-Institute of Electrical and Electronics Engineers
- 2015 — Star on the Hollywood Walk of Fame[8]

## Brevetti
- (EN)  US3,631,365, United States Patent and Trademark Office, Stati Uniti d'America., Signal compressor, 1969.